# Haywood S. Hansell

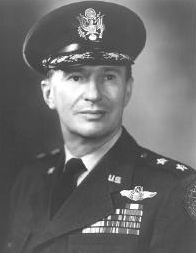
Haywood S. Hansell, ca. 1951

Haywood Shepherd Hansell Jr. (* 28. September 1903 in Fort Monroe, Virginia; † 14. November 1988 in Hilton Head, South Carolina) war ein US-amerikanischer Luftwaffenoffizier, zuletzt Major General. Während des Zweiten Weltkriegs war er einer der einflussreichsten Planer der United States Army Air Forces.

## Leben
Hansell wurde als Sohn des Armeearztes Haywood S. Hansell Sr. in einer Familie mit langer militärischer Tradition geboren. In seiner Kindheit erlernte er aufgrund von Stationierungen seines Vaters in China und auf den Philippinen die chinesische und spanische Sprache.
Hansell trat 1916 als Kadett in die Militärakademie in Sewanee ein, verfolgte die militärische Karriere aber zunächst nicht weiter. 1924 schloss er eine Ausbildung an der Georgia School of Technology mit einem Bachelorgrad als Ingenieur ab. Anschließend versuchte er erfolglos in Kalifornien eine Anstellung in seinem Beruf zu finden. 1928 trat er in das United States Army Air Corps ein und absolvierte seine Fliegerausbildung auf March Field, Kalifornien, und Kelly Field, Texas. Im Mai 1929 erhielt er sein Leutnantspatent und kam zur 2d Bombardment Group auf Langley Field, Virginia. 1930 wurde er nach Maxwell Field, Alabama, versetzt, wo er Claire Lee Chennault und Harold L. George kennenlernte. 1934/35 besuchte er im Range eines 1st Lieutenants die Air Corps Tactical School und wurde nach seiner Graduierung im Lehrpersonal behalten. Er diente von 1935 bis 1938 in der Air Force Section des Department of Air Tactic der ACTS unter George, Donald Wilson und Muir S. Fairchild und wurde Mitglied der sogenannten Bomber-Mafia, einer Gruppe von Offizieren, die die Doktrin des strategischen Bombardements vertrat und später in hohe Positionen aufrückte. 1938/39 besuchte Hansell einen Kurs an der Command and General Staff School in Fort Leavenworth und wurde anschließend als neubeförderter Captain in die Abteilung für Öffentlichkeitsarbeit des Büros des Chefs des Air Corps (OCAC) in Washington versetzt. Im November 1939 gründete er mit Thomas D. White die Intelligence Section des OCAC und war bis Sommer 1940 deren erster Leiter. Anschließend wurde er Leiter der Operations Planning Branch, bevor er im Sommer 1941 als Beobachter zur Royal Air Force nach London geschickt wurde. Nach seiner Rückkehr kam er als Chef der für Europa zuständigen Abteilung zur Air War Plans Division des Air Staff und war an der Ausarbeitung des Kriegsplans AWPD-1 beteiligt.
Nach dem Kriegseintritt der Vereinigten Staaten wurde Hansell in schneller Folge befördert und war im August 1942 bereits Brigadier General. Im März 1942 war er in die Strategy and Policy Group, Operations Division des War Department versetzt worden und diente als Repräsentant der Army Air Forces im Joint Strategy Committee. Im Juli wurde er auf Anfrage Dwight D. Eisenhowers zum Leiter der Air Section, ETOUSA, ernannt und diente als Deputy für Carl A. Spaatz, den Oberbefehlshaber der damals noch kleinen Eighth Air Force. Wenig später wurde er Kommandeur des 3rd Bomb Wing und im Dezember 1942 des 1st Bomb Wing der Eighth Air Force.

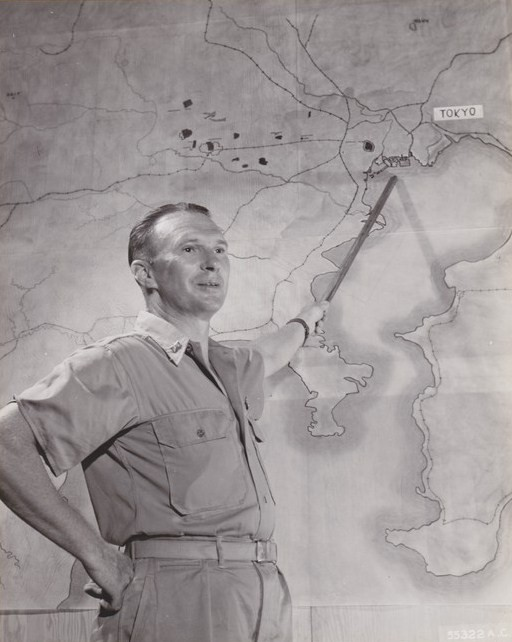
Hansell beim Briefing für einen Luftangriff auf Tokio, November 1944

Im März 1943 wurde Hansell zum Leiter des Komitees ernannt, das den Plan für die Combined Bomber Offensive der Alliierten ausarbeiten sollte. Danach zwischenzeitlich im Stab des Chief of Staff to the Supreme Allied Commander (COSSAC) tätig, wurde er nach der Aufstellung der Allied Expeditionary Air Force unter dem Briten Trafford Leigh-Mallory im August 1943 für den Posten als dessen Stellvertreter ausgewählt. Im Oktober 1943 ging er jedoch zurück nach Washington, um als Planer im Joint Planning Staff der Army Air Forces tätig zu werden. Nach der Kairo-Konferenz wurde er zum stellvertretenden Chef des Air Staff ernannt, als welcher er direkt unter Henry H. Arnold arbeitete. In dieser Rolle arbeitete er Pläne für den Einsatz von B-29-Langstreckenbombern gegen Japan von den Marianen-Inseln aus. Ab April 1944 fungierte er als Chef des Stabes der zu diesem Zweck aufgestellten Twentieth Air Force und vertrat Arnold nach dessen Herzinfarkt im Mai zeitweise als De-facto-Kommandeur. Im August 1944 übernahm er das auf den Marianen stationierte XXI Bomber Command der Twentieth Air Force. Nach längeren Auseinandersetzungen mit seinem Nachfolger im Air Staff Lauris Norstad über angeblich fehlende Ergebnisse der von ihm favorisierten Präzisionsangriffe wurde er im Januar 1945 von diesem abgesetzt und durch Curtis E. LeMay ersetzt. Er diente danach nur noch auf untergeordneten Positionen. Im Dezember 1946 schied er aufgrund seines nachlassenden Gehörs aus dem Dienst aus.
Nach Tätigkeiten in der Privatwirtschaft wurde Hansell im Juli 1951 in den aktiven Dienst zurückgerufen und war im Hauptquartier der United States Air Force und im Verteidigungsministerium tätig. 1952 folgte seine Beförderung zum Major General. 1955 ging er erneut in den Ruhestand. Anschließend arbeitete er bis 1966 in den Niederlanden für General Electric, bevor er sich wieder ganz seinen Schriften und Vorträgen über Luftkriegsdoktrin und -geschichte widmete.

## Schriften (Auswahl)
- The Air Plan that Defeated Hitler, 1972
- Strategic Air War against Japan, 1980
- Strategic Air War against Germany and Japan: A Memoir, 1986 (Online)